# Апологет
Апологѐт (от гръцки: απολογία – „защитна реч“) е активен поддръжник и пропагандист на някакво мнение или теория.

## Апологети в християнството
Апологетите като правило са ревностни защитници на вярата от нападките към ранните християни и все още неукрепналата държавна (официална) вяра на Римската империя през 4 век (основно в периода около управлението на Юлиан Отстъпник).
Периодиката на апологетиката на апологетите ги отнася от края на 1 век (когато християните са освободени от Fiscus Judaicus), или от времето на написване на последната и единствено пророческа книга на Новия завет от Йоан Богослов – Откровение на Йоан, до периода на канонизиране и смъртта на последните и най-велики апологети на християнството на изток и запад, а именно: Йоан Златоуст (438 г. по време управлението на Теодосий II, който основал прословутата Магнаурска школа) и Августин Блажени – 430 г., т.е. 4-то десетилетие на 5 век.
Произведенията на апологетите сами по себе си не разкриват пълната картина на налагането на християнството за държавна (официална) религия на Римската империя, тъй като те обикновено са написани в отговор на конкретни обвинения на техните опоненти и обичайно са адресирани до римските императори или до имперски длъжностни лица в чийто правомощия е вземането на управленски решения по един или друг въпрос от значение за религията. В преносен и светски смисъл и до днес апологет значи страстен привърженик, защитник и възхвалител на дадена идея, а в религиозен и исторически план като апологети се означават основоположниците на вярата от „Отците на Църквата“, наричани още и патристи.
|  | Тази страница частично или изцяло представлява превод на страницата „Апологет“ в Уикипедия на руски. Оригиналният текст, както и този превод, са защитени от Лиценза „Криейтив Комънс – Признание – Споделяне на споделеното“, а за съдържание, създадено преди юни 2009 година – от Лиценза за свободна документация на ГНУ. Прегледайте историята на редакциите на оригиналната страница, както и на преводната страница, за да видите списъка на съавторите. ВАЖНО: Този шаблон се отнася единствено до авторските права върху съдържанието на статията. Добавянето му не отменя изискването да се посочват конкретни източници на твърденията, които да бъдат благонадеждни. |